# Ninety Mile Beach (Neuseeland)
Der Ninety Mile Beach ist ein Strand an der Westküste im äußersten Norden (Far North District) der Nordinsel Neuseelands.

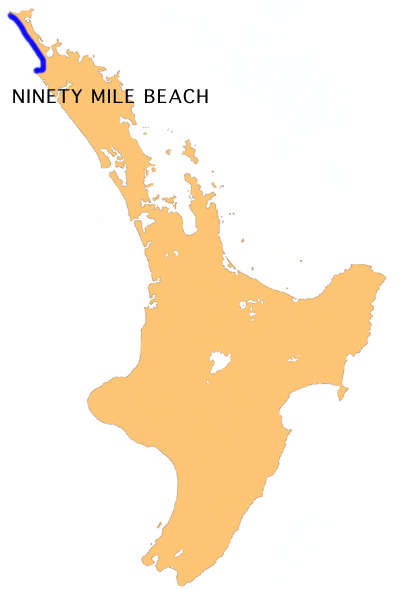
Lage des Ninety Mile Beach auf der Nordinsel Neuseelands

Er erstreckt sich von Kaitaia bis Cape Reinga / Te Rerenga Wairua entlang der Aupōuri Peninsula. Er beginnt im Süden am Reef Point, westlich der Ahipara Bay, verläuft kurz in nordöstlicher Richtung, danach aber für den längsten Teil in Richtung Nordwesten. Er endet am Scott Point, fünf Kilometer südlich vom Cape Maria van Diemen. In der Nordhälfte sind dem Strand die zwei kleinen Inseln Matapia Island und Te Wakatehaua Island vorgelagert.
Der Name Ninety Mile Beach ist irreführend – tatsächlich ist er nur 55 mi (89 km) lang. Der Grund für seinen Namen ist unbekannt, es gibt dafür hier mehrere Theorien.

## Verkehr
Im Jahr 1932 wurde der Ninety Mile Beach als Landebahn einer der ersten Luftpostdienste zwischen Australien und Neuseeland eingesetzt. Auch heute kann der Ninety Mile Beach von PKW als Alternative zur offiziellen Straße nördlich von Kaitaia benutzt werden, was jedoch nur mit Allradantrieb empfohlen wird. Der Strand ist sogar offiziell ein Teil des Fernstraßennetzes und es gilt eine Geschwindigkeitsbegrenzung von 100 km/h. Die Benutzung durch Fahrzeuge erfolgt jedoch ausdrücklich auf eigene Gefahr. Auf den Zufahrtsstraßen ist ein Warnschild errichtet, welches auf die Risiken hinweist. Immer wieder bleiben unvorsichtige und leichtsinnige Autofahrer im lockeren Sand oder im Wasser stecken. Oft enden diese „Pannen“ mit dem Verlust des Autos an die Flut, da am Ninety Mile Beach kein Abschleppdienst zu Hilfe kommt. Es werden auch Touren mit Minibussen über den Strand angeboten.
Seit 1993 ist der Ninety Mile Beach auch der Austragungsort eines ausschließlich auf dem Strand gelaufenen Marathonlaufs und Ultramarathons, der Te Houtaewa Challenge.

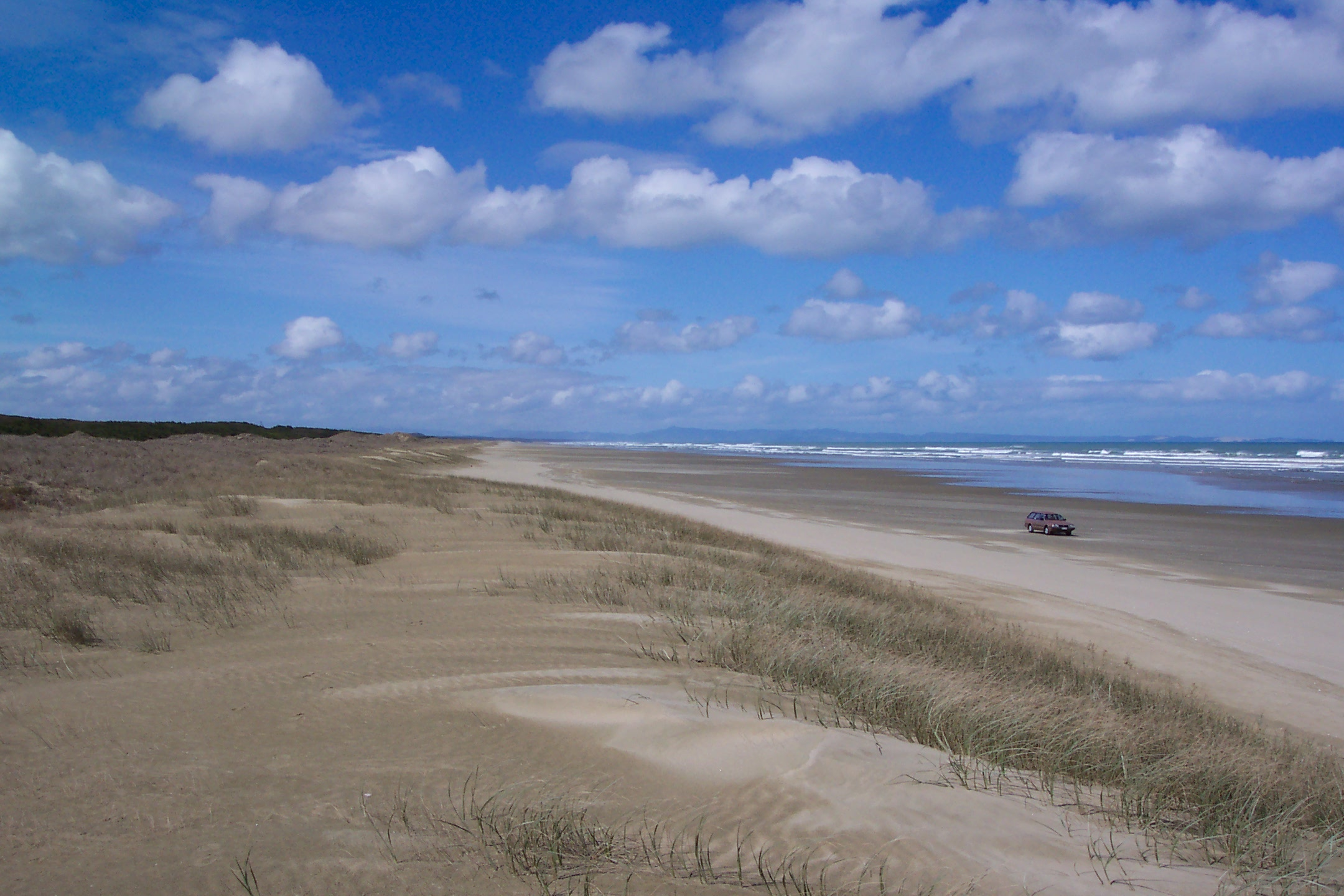
Ein Auto am Ninety Mile Beach
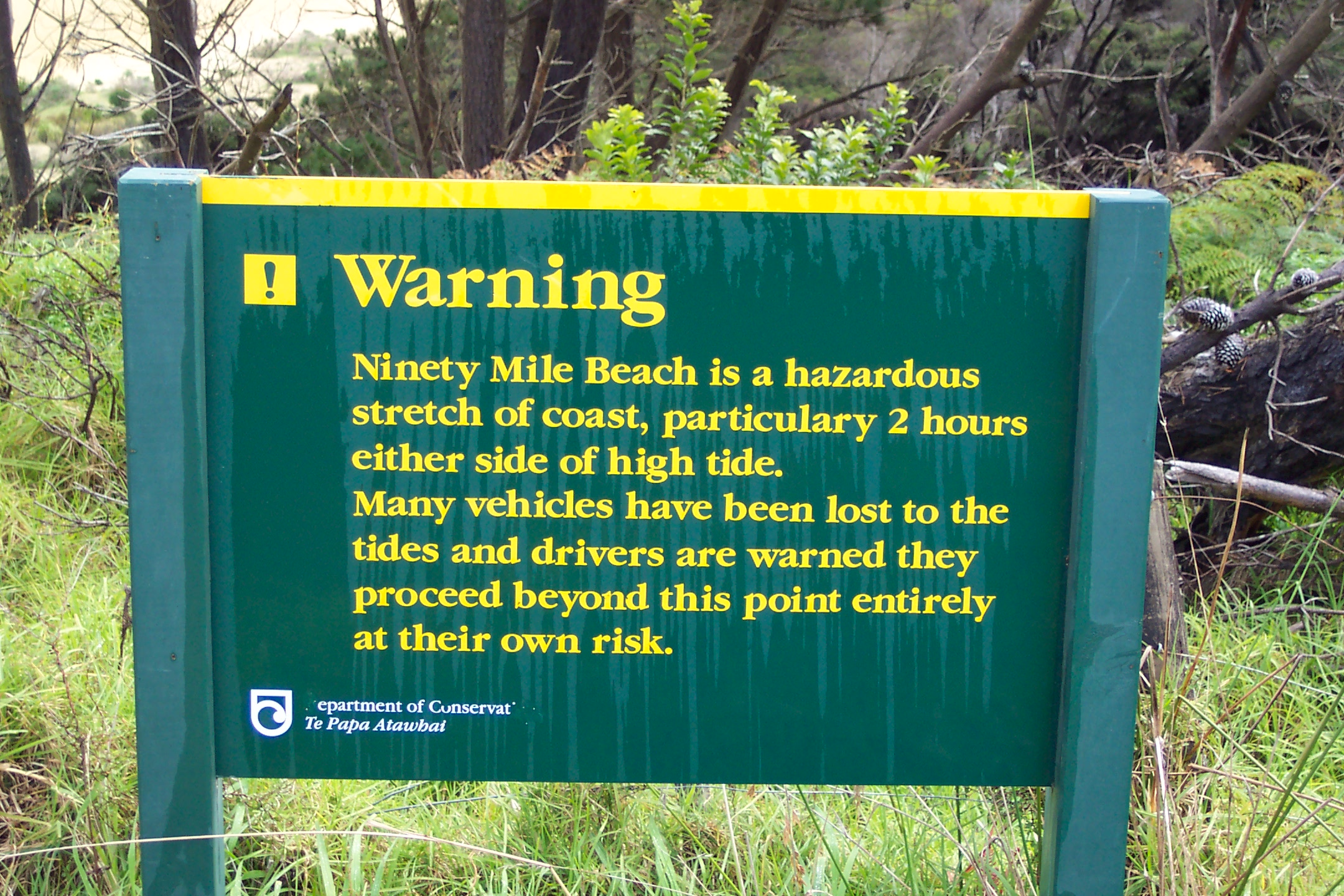
Warnschild an einer Zufahrtsstraße zum Ninety Mile Beach
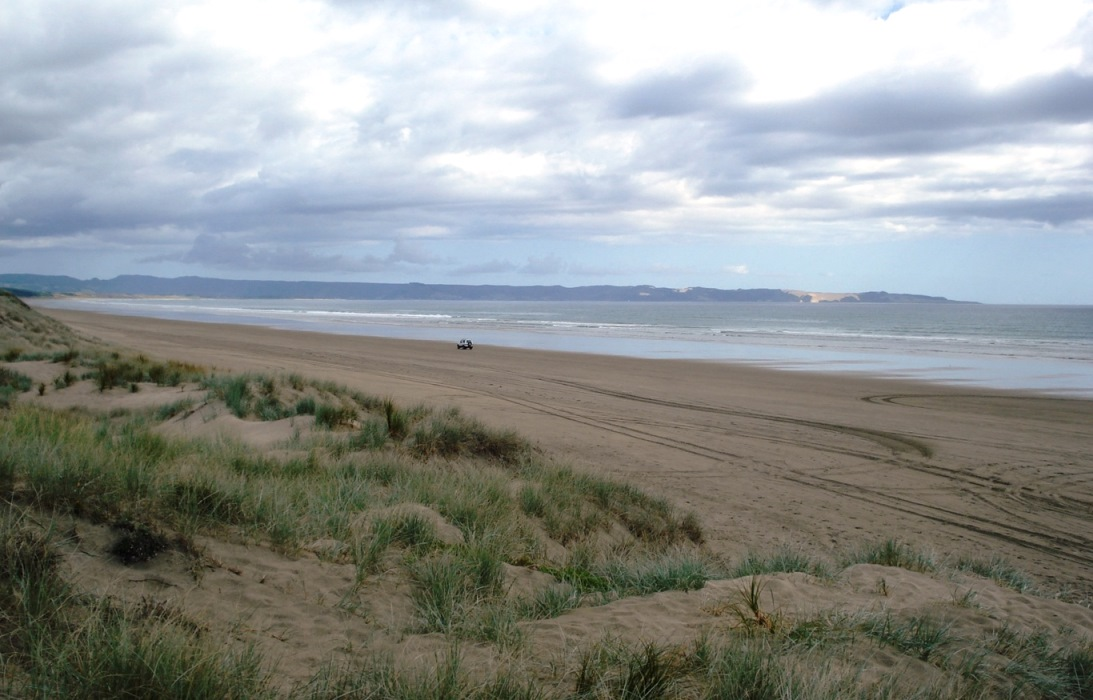
Ninety Mile Beach – Blick nach Süden (mit Fahrzeug) – im Hintergrund die Tauroa Peninsula (bei Ahipara)
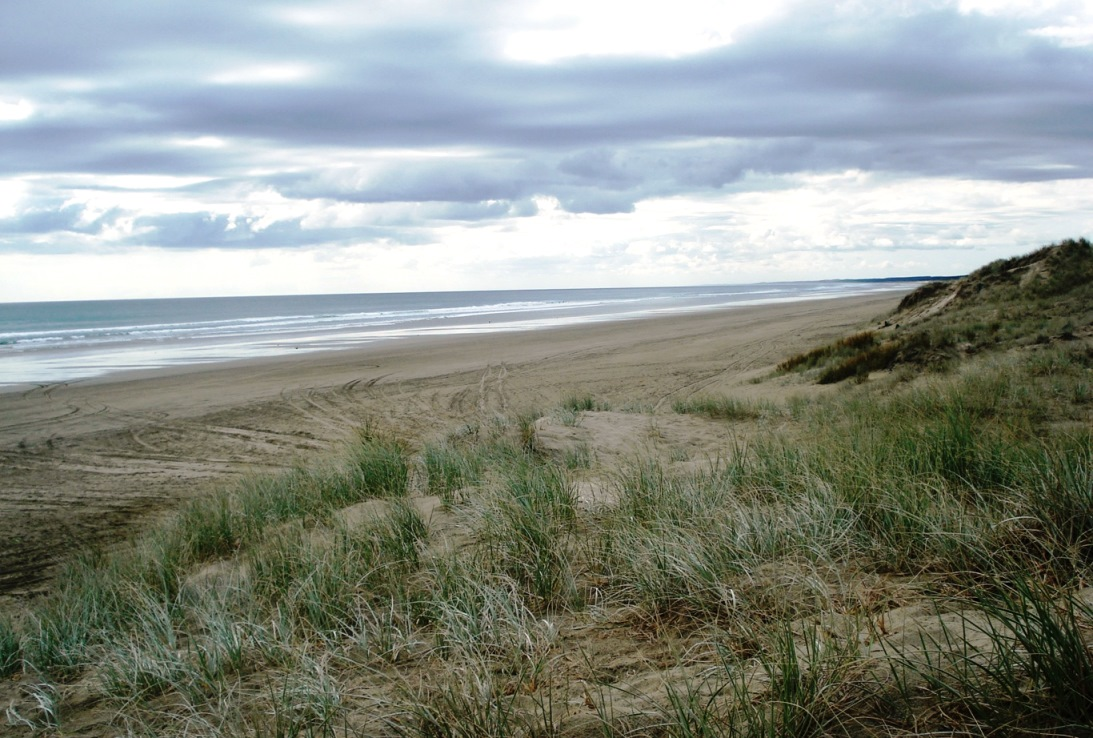
Ninety Mile Beach – Blick nach Norden